# Скерневицкое воеводство
Скерневицкое воеводство (пол. województwo skierniewickie) — существовавшее в Польше в период 1975—1998 годов как основные единицы административного деления страны.
Одно из 49 воеводств Польши, которые были упразднены в итоге административной реформы 1998 года. Занимало площадь 3960 км². В 1998 году насчитывало 423 700 жителей. Столицей воеводства являлся город Скерневице.
В 1999 году территория воеводства отошла большей частью к Лодзинскому воеводству и частью к Мазовецкому воеводству.

## Города
Города Скерневицкого воеводства по числу жителей (по состоянию на 31 декабря 1998 года):
1. Скерневице (48 982)
2. Жирардув (43 417)
3. Сохачев (40 078)
4. Лович (31 546)
5. Рава-Мазовецкая (18 321)
6. Бжезины (12 850)
7. Мщонув (6178)
8. Бяла-Равска (3367)

## Население
| Год       | 1975    | 1980    | 1985    | 1990    | 1995    | 1998    |
| Население | 388 700 | 409 500 | 409 500 | 419 300 | 424 000 | 423 700 |